# Kvinna med födelsemärke (roman)
Kvinna med födelsemärke (ISBN 91-0-055943-1) är en kriminalroman från 1996 av Håkan Nesser. Det är den fjärde romanen om Van Veeteren.